# ليليان لايتون
ليليان لايتون (بالإنجليزية: Lillian Leighton)‏ هي ممثلة أمريكية، ولدت في 17 مايو 1874 في ويسكونسن في الولايات المتحدة، وتوفيت في 19 مارس 1956 في وودلاند هيلز، كاليفورنيا في الولايات المتحدة.

## أعمال

### أفلام
- العذراء المتزوجة

## وصلات خارجية
- ليليان لايتون على موقع IMDb (الإنجليزية)
- ليليان لايتون على موقع ألو سيني (الفرنسية)
- ليليان لايتون على موقع أول موفي (الإنجليزية)
- ليليان لايتون على موقع قاعدة بيانات الأفلام السويدية (السويدية)
- ليليان لايتون على موقع قاعدة بيانات الفيلم (الإنجليزية)
- ليليان لايتون على موقع كينوبويسك (الروسية)